# 오브젠
오브젠(Obzen Inc.)은 대한민국의 AI 마케팅 솔루션 기업이다. 본사는 서울특별시 영등포구 여의대로 14, 12층 (여의도동, KT여의도타워)에 위치해 있으며 대표이사는 이형인이다. 네이버클라우드가 지분의 8% 이상을 보유하고 있다

## 상장
2023년 1월 30일에 공모가 1만 8,000원에 코스닥 시장에 상장하였다.

## 같이 보기
- 엠로
- 폴라리스오피스
- 인크로스
- 모아데이타

## 참고문헌
1. ↑  Company Analysis 오브젠 “AI 마케팅 솔루션 강자 오브젠 … 독자적 기술력, 기업 AI 도입 수혜 기대”, 비지니스리포트, 2023년 8월 28일
2. ↑  오브젠, 흥행 실패 딛고 코스닥 상장 첫날 '따상' 성공, 센TV, 2023년 1월 30일